# ペイロード (航空宇宙)
ペイロード（英: Payload）は航空機やロケットの運搬能力のことで、通常は重量で示される。ヴィークルのうち、それ自身の移動以外に、何らかの物を積載して移動させる目的のものにおいて、その積載物のことである。飛行やミッションの性質にもよるが、ペイロードには貨物、乗客、乗組員、弾薬、科学機器や実験装置、その他の機器などを含む。余分な燃料についても、オプションで搭載されている場合は積載物の一部とみなす。商業的な文脈（すなわち、航空会社や航空貨物輸送会社）では、ペイロードは収益を生む貨物や有料の乗客のみを指す場合がある。ペイロードは、語の直接の意味としては、pay: 対価の支払い、load: 荷 で、日本語に直訳して有償荷重ともされ、字義的には「対価（運賃）を取る荷物」のことである。また、その質量ないし重量のことも指し、可搬重量や有効荷重ともされる。

## 概要
「ペイロード」の語は、陸上輸送に対してはほとんど用いられず、水上輸送でもあまり使われない。民間航空分野では、旅客や貨物のことを指す。軍事分野では、民間と同じく人員や輸送物資のことでもあるが、軍用機の武装やミサイルの弾頭も指す。増槽も一種のペイロードといえる。観測ロケットにおいては観測機器が、宇宙ロケットにおいては宇宙機などを指してペイロードという。「システム」として考えると、多段式の打上げシステムでは、ある段より下の段から見ると、それより上の段がペイロードということになる。航空分野では重量が、宇宙分野では質量が重要である。
通常、陸上の移動では乗員を移動させることは運航の目的ではないため、乗員はペイロードに含まれない。一方、有人宇宙飛行では宇宙飛行士が宇宙に行くことも目的の一部であるため、ペイロードに含まれる。
総重量とペイロードの比率をペイロード比という。ペイロードと燃料の重さを同等に考える場合は実質積載比という値となる。
なお、ロケットで使われる質量比という値は、初期状態での全質量対噴射で失われる推進剤の質量という値で、その値と噴射速度から、ツィオルコフスキーの公式により可能な増速度が決定されるという力学的な値である。
転じて、情報処理の分野では、たとえば通信などにおいてパケットのうち送信先などのデータを含むヘッダなどを除いた、目的とするデータ本体のことを指して「ペイロード」という。「ペイロード (コンピュータ)」の記事を参照。

## 航空機

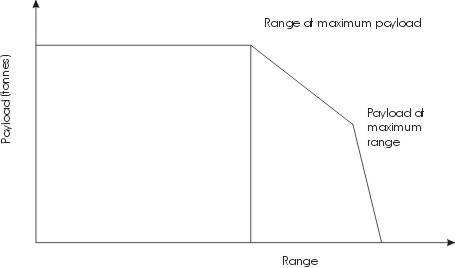
ペイロードと航続距離の関係を表した表。縦がペイロード量、横が航続距離

航空分野では、ペイロードは輸送される荷物の可搬量のことをさすことが多い。ペイロードと航続距離は図に表されるような相対的な関係にある。
航空機の構造上、胴体部分の重量はある程度に限られ最大無燃料重量が航空機における輸送の限界となっており、最大無燃料重量と運用空虚重量の差が最大ペイロードとなる。一方で主翼内部の燃料タンクの質量は胴体重量と比べ翼胴接合部への曲げモーメントとしては大きく貢献しておらず、このため航空機は翼が支えることのできる最大ペイロードを積んでも、まだかなりの燃料量をつむことができる。最高値の水平線はこれらの理由による航続距離の増加とかかわりない不変の最大ペイロードが表されており、より航続距離が必要な場合はより燃料を必要とする。
縦の線が書き加えられているポイントは、最大ペイロード時航続距離と呼ばれ、ペイロードを最大無燃料重量まで搭載し、これと最大離陸重量の差分の燃料を搭載した状態を示す。最大離陸重量はエンジンの最大定格出力と翼の揚抗比の組み合わせによって決まる。民間航空機（特に貨物機）では多くの場合この最大ペイロードの状態で運航されることが多い。
最大ペイロード時航続距離の線より右側は、ペイロードを減らしていき、代わりにその重量分の燃料を搭載した場合の航続距離を表している。燃料を多く搭載すると、飛行するにつれて消費により重量が減少するので航続距離は伸びる。
次の屈折部は、燃料を主翼内タンク容量一杯に搭載し、そこに最大離陸重量までペイロードを搭載した状態を示す（最大航続距離）。この点よりも右側は、燃料はそのままでペイロードを減少させていったときの航続距離を示す。ペイロードは飛行しても重量の減少はないので、航続距離の増加はわずかである。最終的に燃料が満載・ペイロードなしの状態で航続距離が最大になる。
特に軍用の輸送機や戦闘機などではペイロードは主要な能力値のひとつであり、カタログスペックのひとつとして扱われる。一方民間機の場合ペイロードは主に旅客（およびその荷物を含む）、有償貨物、郵便物等である。

## 宇宙機
宇宙開発の分野では、ペイロードはロケットによって打ち上げられるさまざまな宇宙機やさらにそれらに乗せられるさまざまな器具や物品、その質量のことを指す。人工衛星、探査機、有人宇宙船、あるいは実験装置などのほか、ISSのような宇宙ステーションに運ばれる食品や水といったものもペイロードに含まれる。宇宙機そのものを指す場合もあり、たとえば、H-IIA8号機に乗せられただいちはH-IIA8号機のペイロードである。
ロケットがペイロードを打ち上げる（そして、何らかの軌道に投入できる）能力を打ち上げ能力という。打ち上げ能力はロケットの推力などの性能と、誘導などの能力といったスペックから決まる。打ち上げ能力の低いロケットの場合、打ち上げることのできる質量は小さく、あるいは投入できる軌道が限られ、それに見合ったものしか打ち上げられない。一方、打ち上げ能力の高いロケットは大質量の衛星などを打ち上げることができ、あるいは、より難しい軌道に投入できる。
打ち上げ能力の高いロケットに軽いペイロードを乗せた場合には能力が余ることもある。その余剰分の調整用などとして載せられるペイロードをピギーバックペイロードと呼び、これによって運ばれる衛星をピギーバック衛星（相乗り衛星）と言う。ごく小型の衛星を多数同時に打ち上げる場合もある。通常の打ち上げと比較して破格の安値で打ち上げてもらうことができるため、コスト的に特にアマチュア衛星はピギーバックペイロードとして打ち上げられることが多い。
打ち上げ能力が高くとも、ペイロードが小さすぎるなどの場合は無駄が大きいことになり、効率よい打ち上げにはペイロードに見合ったロケットが必要になる。また打ち上げシステムとして一般に、力学的な理由から、低い軌道にはより多くの質量を送り込むことができ、高い軌道には少ない質量しか送り込むことができない。
スペースシャトル（オービタ）の胴体には実験施設や衛星などを搭載できる区画があり、これはペイロードベイ もしくは カーゴベイと呼ばれていた。

## その他
同じくロケット技術が利用されているミサイルなどでは弾頭がペイロードである。一定時間内にある領域に運べる爆薬、爆弾の総量を指して投射質量ということがある。戦艦などといった砲を攻撃手段とするユニットの能力として、一定時間内に目標に向けて送り込むことが可能な砲弾の質量の合計を指していうそれと同じ考え方によるものである。

## 例
- ヘリコプター（機外吊下）
  - Z-9: 1,600 kg
  - UH-1: 1,800 kg (J型)
  - CH-46: 2,270 kg (E型)
  - UH-60: 4,050 kg
  - AW101: 5,440 kg
  - CH-47: 12,700 kg
  - CH-53E: 16,330 kg
  - Ka-60: 2,000 kg
  - Mi-8: 3,000 kg
  - Mi-17: 4,000 kg
  - Mi-26: 22,000 kg
- 輸送機
  - C-2: 7,700 kg（艦上輸送機）
  - C-1: 8,000 kg（航空自衛隊）
  - C-130H: 19,050 kg
  - C-2: 36,000 kg（航空自衛隊）
  - Y-20: 66,000 kg
  - C-17: 77,000 kg
  - C-5: 122,000 kg
  - An-225: 250,000 kg
- 爆撃機（爆弾搭載量）
  - H-6: 9,000 kg
  - B-29: 9,000 kg
  - B-2: 18,000 kg
  - B-52: 27,216 kg
  - Tu-160: 40,000 kg
- サターンV:
  - 低軌道 118,000 kg
  - 月周回軌道 47,000 kg
- スペースシャトル:
  - 低軌道 24,400 kg (53,700 lb)
  - 静止トランスファ軌道 3,810 kg (8,390 lb)
- トライデントミサイル: 2800 kg
- 欧州補給機[1]: 7,667 kg

## ペイロードと制約
ペイロードは打ち上げ・輸送システムの差異だけではなく、風など外部からの圧力といった他の要素もかかわる。ペイロードは目標にむけて出発・発射するだけではなく、地球のある地点や軌道上といった場所に無事に到着しなければならない。しかし、これらのペイロードに対しては空中や宇宙空間への輸送であることに由来するさまざまな問題が存在する。
ペイロードへのダメージはおおむね物理的なものと科学的なものに分けることができる。物理的ダメージの例としては大気のバフェッティングや振動による短時間での強い加速、ロケットの推進力や重力による長時間にわたる強い加速、エンジンの減速や停止による加速の大きさや方向の急変などがあげられる。電子的、あるいは化学・生物学的なペイロードへのダメージは、極端な温度、温度の急速な変化、急速な圧力の変化、電離による高速の気流との接触、バン・アレン帯、太陽風、宇宙線などの放射線の照射等によって発生する。
これらの問題に対して、ロケット類ではペイロードの安全のために、ペイロード自身が一定量の揺れや圧力といった要件に耐えられるように設計される。また、航空機やロケット自体もペイロードへの損傷が少なくなるように作られる。